# Kakavasar
Kaqavasar là một đô thị thuộc tỉnh Shirak, Armenia. Dân số ước tính năm 2011 là 146 người.